# Rinaachang
rinaachang（りなちゃん）は、日本の歌手である。
茨城県出身。特技はバスケットボール。血液型はB型。
2008年からYouTubeへの連続的な動画投稿を開始して徐々に人気を獲得し、2011年にアップフロントワークスからスカウトされ、自宅からの動画配信に限定した活動を前提とした芸能界デビューが決定した。2011年において、このような形式の芸能界デビューは前例がなく各所より注目を浴びた。しかし、2013年で動画配信を事前の告知もなく停止し、芸能界を引退した。しかし、2017年4月14日から一般人としてYouTubeへの動画投稿を再開した。
活動開始時期と活動内容から考えると、芸能界入りした日本のYouTuberの先駆けであったと言える。

## 略歴
大学生であった2008年にYouTubeで実施されたフラワーロック投稿動画キャンペーンがきっかけで自宅で歌った動画シリーズの投稿を開始し、600万回という動画再生回数の多さがアップフロントワークスの目に留まった。そして、自宅内のみでの音楽活動を条件に契約し、2011年6月26日にオリジナル曲でデビューした。それ以来、過去に類を見ない活動スタイルが一部の音楽愛好者や音楽関係者の間で話題となった。
大学を卒業しIT系企業に就職したため、会社員として働きながら音楽活動を行い続けた。Ustreamでのライブ配信が活動の中心であり、デビュー当日のライブ配信では視聴者数日本1位を獲得する。ライブ配信ではありがとう (井上陽水奥田民生の曲)を替え歌で作詞して歌うなど様々な放送内容を企画している。
音楽活動の傍ら、自身が撮影した写真集を発表している。デビュー以来、ライブ配信を毎日続けていた。Ustreamへの外部からの大規模攻撃があった日も接続が不安定な状況で放送を継続した。しかし、2013年2月4日の配信を最後に自主制作の動画配信を停止した。
2013年12月18日にYouTubeで配信された角川アスキー総合研究所の企業CMにおいて久々に動画の主役として出演し、twitterでも簡単な告知を行った。
その後、芸能界へのデビュー時にアップフロントワークスにより開設された公式サイトや、アメブロに開設した公式ブログは全て削除された。これらの事実から、リスナーからは既に何らかの理由で芸能界を引退したと推測されている。
2017年に一般人としてYouTubeへの動画投稿を再開した模様である。

## 人物
性格は比較的大人しい。
ライブ配信での視聴者とのコミュニケーションを大切にしており、配信中に自身について多くのことを語っている。好きな食べ物は、お母さんの作った卵焼き、梨、肉、イクラなどであり、苦手な食べ物はセロリ、牡蠣、雲丹、レーズンなどである。バスケットボールを小学5年生から高校1年生までやっており、中学生の時にはバスケットボールのスポーツ推薦が来た。犬好きで、ライブ配信に実家で飼っている犬（名前はベリーとミルキー）を登場させる事がある。
YouTubeのアカウントを取得する際に「rinaachang」の「a」を間違えて二つにしてしまったのが名前の由来である。デビュー曲が放送されるラジオ番組を聴くイベントをUstreamでライブ配信し、ラジオ番組のパーソナリティの富澤一誠が語ったデビュー曲の印象にとても喜んだ。活躍する女性を紹介する趣旨の雑誌の取材を受けた際に緊張してしまい、伝えたい事が上手く話せなかったと後に述べている。

## 作品

### 配信楽曲
- 「おかえり」O-Ka-E-Ri 〜welcome home〜（2011年6月26日 iTunes等で配信 作詞：2℃ 作曲・編曲：安田信二）
- 「まちがえた」Ma-Chi-Ga-E-Ta 〜mistake〜（2011年6月26日 iTunes等で配信 作詞：ツジリンメイ 作曲・編曲：安田信二）

### 映像作品
- rinaachang Photo App. 2011 Summer（2011年、Kadokawa Digix, Inc. iTunesでダウンロード販売）
- rinaachang_PhotoData2011Summer (2012年 gumroadでダウンロード販売)